# Витман, Фульдженцио
Фульдженцио Витман (итал. Fulgenzio Vitman, 1728 — 1806) — итальянский католический аббат, ботаник и педагог.

## Биография
Фульдженцио Витман родился в 1728 году. В 1773 году он основал первый ботанический сад Милана, под руководством Марии Терезии. Автор трудов по ботанике на латинском языке, в том числе шеститомного Summa Plantarum, выходившего с 1789 по  1792 гг.

### Смерть
Витман умер в 1806 году.

## Книги и Публикации

### Книги 1789 года
- Summa Plantarum том 1 (1789)
- Summa Plantarum том 2 (1789)
- Summa Plantarum том 3 (1789)

### Книги 1790-х годов
- Summa Plantarum том 4 (1790)
- Summa Plantarum том 5 (1791)
- Summa Plantarum том 6 (1792)

## Публикации
- Vitman F. 1773. Saggio di istoria erbaria delle Alpi di Pistoia, Modena e Lucca, con osservazioni botaniche e mediche. Bolonia, Ed. Stampe di Lelio Dalla Volpe, 1773.
- Vitman F. 1770. … de medicatis herbarum facultatibus liber.
- Vitman F. 1789. Summa Plantarum, quæ hactenus innotuerunt, methodo Linnæana per genera et species digesta, illustrata, descripta.

## Публикации в свободном доступе
- Summa Plantarum volume 1 (1789)
- Summa Plantarum volume 2 (1789)
- Summa Plantarum volume 3 Архивная копия от 6 сентября 2019 на Wayback Machine (1789)
- Summa Plantarum volume 4 Архивная копия от 25 апреля 2016 на Wayback Machine (1790)
- Summa Plantarum volume 5 Архивная копия от 6 сентября 2019 на Wayback Machine (1791)
- Summa Plantarum volume 6 Архивная копия от 6 сентября 2019 на Wayback Machine (1792)